# Окленд (округ Лоуренс, Пенсільванія)
Окленд (англ. Oakland) — переписна місцевість (CDP) в США, в окрузі Лоуренс штату Пенсільванія. Населення — 1437 осіб (2020).

## Географія
Окленд розташований за координатами 40°59′32″ пн. ш. 80°21′57″ зх. д. / 40.99222° пн. ш. 80.36583° зх. д. (40.992159, -80.365829).  За даними Бюро перепису населення США в 2010 році переписна місцевість мала площу 2,41 км², з яких 2,38 км² — суходіл та 0,04 км² — водойми.

## Демографія
Згідно з переписом 2010 року, у селищі мешкало 1569 осіб у 620 домогосподарствах у складі 414 родин. Густота населення становила 650 осіб/км².  Було 692 помешкання (287/км²).
Расовий склад населення:
| - 89,1 % — білих - 7,0 % — чорних або афроамериканців - 0,5 % — азіатів |

До двох чи більше рас належало 3,1 %. Частка іспаномовних становила 1,3 % від усіх жителів.
За віковим діапазоном населення розподілялося таким чином: 24,0 % — особи молодші 18 років, 60,4 % — особи у віці 18—64 років, 15,6 % — особи у віці 65 років та старші. Медіана віку мешканця становила 39,9 року. На 100 осіб жіночої статі у селищі припадало 95,4 чоловіків;  на 100 жінок у віці від 18 років та старших — 96,7 чоловіків також старших 18 років.
Середній дохід на одне домашнє господарство  становив 43 387 доларів США (медіана — 35 795), а середній дохід на одну сім'ю — 52 303 долари (медіана — 48 000). За межею бідності перебувало 26,6 % осіб, у тому числі 50,9 % дітей у віці до 18 років та 8,4 % осіб у віці 65 років та старших.
Цивільне працевлаштоване населення становило 522 особи. Основні галузі зайнятості: освіта, охорона здоров'я та соціальна допомога — 23,6 %, мистецтво, розваги та відпочинок — 16,7 %, виробництво — 11,3 %, будівництво — 10,5 %.